# Иннокентий (Быстров)
Архимандри́т Инноке́нтий (в миру Василий Васильевич Быстров; 4 [16] декабря 1890, Иркутск — 26 сентября 1981, Джорданвилль, Нью-Йорк) — священнослужитель Русской православной церкви заграницей, архимандрит, многолетний настоятель Ново-Коренной пустыни.

## Биография
Родился 4 декабря 1890 года в Иркутске семье Василия и Анны Быстровых. Ему было 2 года, когда умер отец. Детство свое Василий провел в Иркутске и тогда уже мальчиком пел в церковном хоре. В 1906 году приехал во Владивосток. Пройдя регентские курсы, стал управлять Архиерейским хором.
В 1909 году, женившись, переехал в Никольск-Уссурийск, где преподавал церковное пение.
В 1914 году скончалась его жена Елизавета, после чего он всецело посвятил себя служению Церкви.
В 1925 году вернулся во Владивосток. В 1926 году он был рукоположен в сан священника, вновь управлял архиерейским хором и преподавал Закон Божий
В 1927 году за отказ присоединиться к обновленцам был распоряжением ОГПУ посажен во Владивостокскую тюрьму, где пробыл 18 дней. В августе того же года за преподавание Закона Божия опять посажен в тюрьму, где содержался 14 дней. В 1928 году был выслан из Владивостокской епархии за то же самое. В том же году за неприсоединение к обновленцам выслан из Благовещенской епархии, а в 1930 году без предъявления обвинения отправлен на лесные принудительные работы, откуда бежал в Харбин. Вместе с ним в Харбин прибыл бывший послушник Шмаковского монастыря Андрей.
В 1931 году был принят проживавшим в Харбине архиепископом Камчатским Нестором под свой омофор и назначен священником при церкви «Дома Милосердия» в Харбине, где жил также будущий первоиерарх РПЦЗ Филарет (Вознесенский). Отец Василий и Андрей, постриженный с именем Климент, ввели в иноческую общину Дома Милосердия монастырский устав, созданный по образцу Шмаковского, то есть Валаамского устава.
В 1934 году, по личному предложению владыки Нестора, священник Василий стал настоятелем русской православной общины в Батавии (ныне Джакарта) на острове Ява и вошёл в ведение Харбинской епархии. По приезде на Яву в 1935 году отцу Василию пришлось вновь организовать православный приход и устроить церковь в Бандунге, где он окормлял русских беженцев, а также занимался миссионерством.
Все это было сделано с разрешения Голландского Правительства (Индонезия была голландской колонией), от которого была получена субсидия в размере 1372 гульденов в 1936 году.
12 августа 1938 году, по ходатайству прихожан Благовещенской церкви на Яве (постановление Общего Собрания прихода от 29 мая 1938 года), отец Василий награждён вне очереди камилавкой за исключительно усердное служение Церкви (Указ епархиального совета от 12 августа 1938 года за № 1852)
В октябре 1947 года Архиерейский Синод РПЦЗ постановил: «Принимая во внимание засвидетельствованную Высокопреосвященным Архиепископом Тихоном ревность священника Василия Быстрова по устроению православного прихода на о. Яве и имея в виду, что он не получал никаких наград в продолжении почти 10-ти лет, Архиерейский Синод определяет: наградить священника Василия Быстрова наперсным крестом, от Святейшего Синода выдаваемым, и возвести его в сан протоиерея».
В конце 1940-х годов приход на Яве стал подчиняться архиепископу Сан-Францисскому Тихону (Троицкому). В новых условиях начался спешный разъезд русских из обретшей независимость Индонезии. В мае 1950 года отец Василий писал владыке Тихону: «Так или иначе, с Явы приходится уезжать, очевидно на то воля Божия. Приближается определенный час моего выезда с Явы, где я прослужил почти 16 лет безвыездно, о чём приходится сожалеть, но с этим нужно смириться и за всё Бога благодарить…».
В конце мая отец Василий направил копию рапорта Первоиерарху РПЦЗ митрополиту Анастасию с сопроводительным письмом, в котором писал: «О прекращении существования вверенного мне прихода после 16-ти лет приходится только глубоко скорбеть и огорчить Вас, Владыко, и Правящего Архиепископа Тихона».
По исчезновении Яванского прихода отец Василий в 1950 году прибыл в США и поселился в Сан-Франциско. Там его встретил епископ Серафим (Иванов) и предложил переехать в Новую Коренную пустынь своим старшим помощником. Таким образом, с 1951 года протоиерей Василий проживал в Ново-Коренной пустыни.
В 1953 году епископ Серафимом (Ивановым) пострижен в монашество с именем Иннокентий, которое он сам вынул из написанных на трёх записках и положенных на Престол. Возведён в сан игумена.
Осенью 1957 года, после того как архиепископ Серафим был назначен на Чикагско-Детройтскую кафедру, игумен Иннокентий был назначен настоятелем Новой Коренной пустыни. В 1958 году был возведён в сан архимандрита.
В 1958 году второй из первых монастырских насельников — эконом игумен Викторин (Лябах) — был назначен настоятелем русского прихода в Тегеране. Возведённый в том же году в сан архимандрита Иннокентий остался в пустыни без помощников-священнослужителей и один совершал литургию в Богородице-Рождественском храме обители, а на сам престольный праздник, когда маленькая церковь не могла вместить многочисленных богомольцев, приезжавших в обитель на торжество, в летней часовне.
В 1977 году отправлен в Святую Землю, где служил там в Елеонской и Гефсиманской обителях.
Весной 1981 года было обнаружено, что у архимандрита Иннокентия оказалось раковое заболевание пищевода. После праздника Святой Пасхи он вернулся в США и его духовные чада устроили его в госпиталь. Последние месяцы жизни провёл в Свято-Троицком монастыре в Джорданвилле, часто причащался.
Скончался в ночь с 26 на 27 сентября 1981 года после всенощного бдения под праздник Воздвижения Креста Господня в Свято-Троицком монастыре в Джорданвилле. Отпевание было совершено в Свято-Троицком монастыре в Джорданвилле Преосвященным епископом Сиракузским и Троицким Лавром (Шкурлой) в сослужении монастырского духовенства и тело было предано погребению на монастырском кладбище за соборным храмом обители.